# FK Jantra Gabrovo
FK Jantra Gabrovo (Bulgaars: ФК Янтра) is een voetbalclub uit Gabrovo, Bulgarije.
Hun Hristo Botev Stadion biedt plaats aan 14000 toeschouwers. De kleuren van de club zijn groen en wit. De club is opgericht in de zomer van 1919 onder de naam FC City of Gabrovo door onder andere Hristo Bobchev. Op 21 september 1919 werd de eerste wedstrijd gespeeld tegen FC Gorna Oriahovitsa die met 1:0 werd gewonnen. In 1920 gaan ze een verbond aan met gymnastiekvereniging Yunak, maar later dat jaar scheiden ze weer en wordt de naam veranderd in Balkan, en weer korte tijd later in FC Oto. De club heeft een lange geschiedenis van naamsveranderingen, maar sinds 1973 is de naam FK Jantra. In 1993 nam de club deel aan de Intertoto Cup. Een jaar later degradeerde de club uit de hoogste klasse en kon tot op heden niet meer terugkeren. 

## Namen
- 1919 = FD Grad Gabrovo
- 1920 = SK Balkan Gabrovo
- 1920 = FK OTO Gabrovo
- 1946 = FK Tsjardafon Gabrovo
- 1949 = DSO Tsjardafon Gabrovo
- 1956 = FD Balkan Gabrovo
- 1962 = DFS Tsjardafon-Orlovets Gabrovo
- 1973 = DFS Jantra Gabrovo
- 1989 = FK Jantra Gabrovo
- 1994 = FK Tsjardafon Gabrovo
- 2001 = FK Jantra Gabrovo

Pirin Blagoëvgrad · 
Dobroedzja Dobritsj · 
Marek Doepnitsa ·
Fratrija ·
Lokomotiv Gorna Orjachovitsa ·
Jantra · 
Litex Lovetsj · 
Loedogorets II ·  
Montana · 
Nesebar ·
Minjor Pernik ·
Belasitsa Petritsj ·   
Spartak Pleven ·   
Botev Plovdiv II ·
Doenav Roese ·
Stroemska Slava Radomir · 
CSKA 1948 Sofia II · 
CSKA Sofia II ·
Sportist Svoge · 
Etar Veliko Tarnovo